# هذه السيدة تدعى الحياة (فيلم)
هذه السيدة تدعى الحياة (بالإنجليزية: This Lady Called Life)‏، هُو فيلم دراما رومانسية نيجيري صدر سنة 2020، وقد كتب نصه تولواني أوبايان وأخرجه Kayode Kasum. الفيلم من بطولة كُل من Lota Chukwu وبيسولا أيولا وWale Ojo. عُرض الفيلم لأول مرة بقاعات السينما في 9 أكتوبر 2020.

## روابط خارجية
- هذه السيدة تدعى الحياة على موقع IMDb (الإنجليزية)
- هذه السيدة تدعى الحياة على موقع قاعدة بيانات الفيلم (الإنجليزية)
- هذه السيدة تدعى الحياة على موقع ليتربوكسد (الإنجليزية)
- هذه السيدة تدعى الحياة على موقع كينوبويسك (الروسية)